# Benny Paret vs. Emile Griffith III
Benny Paret vs. Emile Griffith III fu un incontro di pugilato disputatosi il 24 marzo 1962 presso il Madison Square Garden di New York, negli Stati Uniti. Si trattò del terzo ed ultimo confronto tra i due pugili con in palio il titolo mondiale dei pesi Welter versione WBA, The Ring e Lineare. Griffith sconfisse il campione per KO al dodicesimo round. A causa dei colpi ricevuti Paret entrò in coma e morì dieci giorni dopo senza aver mai ripreso conoscenza.
Il match è stato citato come uno dei motivi del declino della boxe come sport televisivo tradizionale e causò polemiche e richieste di divieto del pugilato da parte di politici dell'epoca.

## Contesto
L'incontro fu il terzo combattimento tra Paret e Griffith per il titolo NBA/Ring/Lineal Welterweight. Il 1º aprile 1961, nella sua prima difesa del titolo, Paret fu sconfitto da Griffith al 13º round per KO. Nel loro secondo incontro il 30 settembre 1961, Paret riconquistò la corona dei pesi welter con decisione non unanime. Sebbene Paret fosse stato severamente colpito nei due incontri con Griffith e in un incontro dei pesi medi del dicembre 1961 con Gene Fullmer, egli decise che avrebbe difeso il suo titolo dei pesi welter contro Griffith tre mesi dopo l'incontro con Fullmer.

## Pesa
La mattina del combattimento, al consueto controllo del peso, Paret insultò Griffith in spagnolo mentre questi era sulla bilancia. I resoconti dei giornali dell'epoca non specificarono la natura dell'insulto, ma fu reso noto in seguito che si trattava di dichiarazioni offensive riferite alla sessualità di Griffith. Venne anche analizzato il comportamento di Paret prima del match e si sostenne che abbia apostrofato Griffith chiamandolo maricón ("frocio" in slang spagnolo).

## L'incontro
Nel sesto round Paret andò vicino a mandare al tappeto Griffith con una combinazione di pugni, ma Griffith fu salvato dalla campana del gong.
Al dodicesimo round, Don Dunphy, che stava commentando l'incontro per l'ABC, osservò: «Questo è probabilmente il round più tranquillo dell'intero combattimento». Pochi secondi dopo, Griffith chiuse Paret all'angolo e sferrò una massiccia raffica di pugni alla testa del campione. Paret fu probabilmente stordito dai colpi iniziali, ma a questo punto alzò comunque i guantoni per difendersi. Poi però crollò esanime di lato contro le corde, mentre Griffith continuava a colpirlo ripetutamente con montanti destri alla testa. L'arbitro Ruby Goldstein fermò il combattimento, decretando il knock-out tecnico. Paret entrò in coma dopo l'incontro, e morì in ospedale dopo dieci giorni.

### Arbitro
- Arbitro: Ruby Goldstein

## Conseguenze
L'incontro causò molte controversie. Si teorizza che uno dei motivi per cui Paret morì fosse che era vulnerabile a causa delle percosse subite nei suoi tre precedenti combattimenti, tutti avvenuti entro dodici mesi l'uno dall'altro. Le autorità preposte alla boxe nello Stato di New York furono criticate per avere dato il via libera a Paret per il match dopo soli pochi mesi dal combattimento contro Fullmer. L'arbitro Ruby Goldstein, un rispettato veterano, fu aspramente criticato per non avere fermato prima il match. Goldstein spiegò nel 1964 durante un'intervista: «Non mi sono mai incolpato, ma alcune persone mi hanno incolpato per non averlo fermato prima. Prima? Se l'incontro si stesse combattendo in questo momento, non lo fermerei prima. Paret era un buon combattente e molto resistente, che sembrava nei guai all'inizio di un round, ma tornava per sparare pugni e vincere la ripresa. Era il campione. Bisogna dare al campione la possibilità di reagire». È stato affermato che Goldstein abbia esitato a causa della reputazione di Paret di fingere un infortunio per poi riprendersi e colpire. Altra teoria è che Goldstein temesse che i tifosi di Paret avrebbero causato disordini se avesse stoppato il match. Goldstein avrebbe poi rivelato che lui stesso era stato segnato dall'evento, avendo incubi, grave insonnia e flashback del combattimento. Sebbene ufficialmente scagionato dalla commissione atletica dello Stato di New York, Goldstein lasciò scadere la propria licenza di arbitro. Dopo aver successivamente richiesto una nuova licenza, avrebbe arbitrato solo un altro incontro nella sua carriera nel marzo 1964, prima di ritirarsi definitivamente.
Il governatore dello Stato di New York Nelson Rockefeller creò una commissione costituita da sette persone per investigare sull'incidente. Questo match, tra gli altri (come Davey Moore vs. Sugar Ramos del marzo 1963, che causò la morte di Moore), causò un graduale declino della popolarità della boxe come sport trasmesso in televisione presso il pubblico generalista. Nel dicembre 1963 la ABC annunciò che avrebbe cancellato il suo programma settimanale dedicato al pugilato, Fight of the Week, nel settembre 1964. La boxe professionistica non sarebbe stata più trasmessa regolarmente in televisione fino agli anni '70 e solo raramente fu trasmessa in prima serata fino al decennio successivo.
Griffith in seguito avrebbe ricevuto messaggi di odio dai sostenitori di Paret che erano convinti che lo avesse intenzionalmente ucciso. Secondo quanto riferito, egli si sentì in colpa per la morte di Paret e soffrì di incubi sull'accaduto per oltre 40 anni.

## Riferimenti nella cultura popolare
L'incontro, e l'ampia pubblicità negativa dovuta alle polemiche sul pugilato che l'accompagnarono, sono alla base del documentario Ring of Fire: The Emile Griffith Story del 2005. Alla fine del documentario Griffith, che nutrì un forte senso di colpa per l'incidente nel corso degli anni, viene presentato al figlio di Paret. Il figlio abbracciò Griffith e gli disse che lo aveva perdonato da tempo.